# (257005) Arpadpal
(257005) Arpadpal est un astéroïde de la ceinture principale.

## Description
(257005) Arpadpal est un astéroïde de la ceinture principale. Il fut découvert le 11 mars 2008 à La Silla par le programme EURONEAR. Il présente une orbite caractérisée par un demi-grand axe de 2,80 UA, une excentricité de 0,01 et une inclinaison de 4,0° par rapport à l'écliptique.

## Compléments